# Верхнеарметово
Верхнеарметово (исторические варианты написания: Верхне-Арметово, Верхнее Арметово, Верх-Арметово, Верхне-Ареметова, Верхнее Арметева, Верхнее Арметьева) (баш. Үрге Әрмет) — деревня в Ишимбайском районе Республики Башкортостан Российской Федерации. Входит в состав
Арметовского сельсовета.

## География
Находится по берегам реки Малой Арметки.
Улиц два: 1 Мая, Советская.

### Географическое положение
Расстояние до:
- районного центра (Ишимбай): 49 км,
- центра сельсовета (Нижнеарметово): 2 км,
- ближайшей ж/д станции (Стерлитамак): 47 км.

## История
Слилось после 1920 года с деревней Среднеарметово, появившейся в 1839 году.

## Население
| 2002 | 2009 | 2010 |
| ---- | ---- | ---- |
| 534  | ↘477 | ↘382 |

### Историческая численность населения
По переписи 1877 года в деревне было 26 дворов, проживало 142 чел. мужского пола и 147 чел. женского.

## Известные уроженцы
- Мурзакаев, Фарваз Гиниятович (15 июня 1935 — 13 июня 1995) — гигиенист-токсиколог, доктор медицинских наук (1974), профессор (1984), заслуженный деятель науки БАССР (1986).
- Габидуллин, Зайнулла Гайнуллинович (10 октября 1941 — 8 августа 2014) — советский и российский учёный, заведующий кафедрой микробиологии, вирусологии и иммунологии Башкирского государственного медицинского университета, профессор, заслуженный деятель науки Российской Федерации.

## Инфраструктура
Была мечеть.
Верхнеартметовская начальная школа основана в 1909 году как земская школа.

## Достопримечательности
Рядом с деревней находится гора Бииктюбе.